# Euxoa quinquelinea
Euxoa quinquelinea là một loài bướm đêm trong họ Noctuidae.